# Siete santos de Marrakech

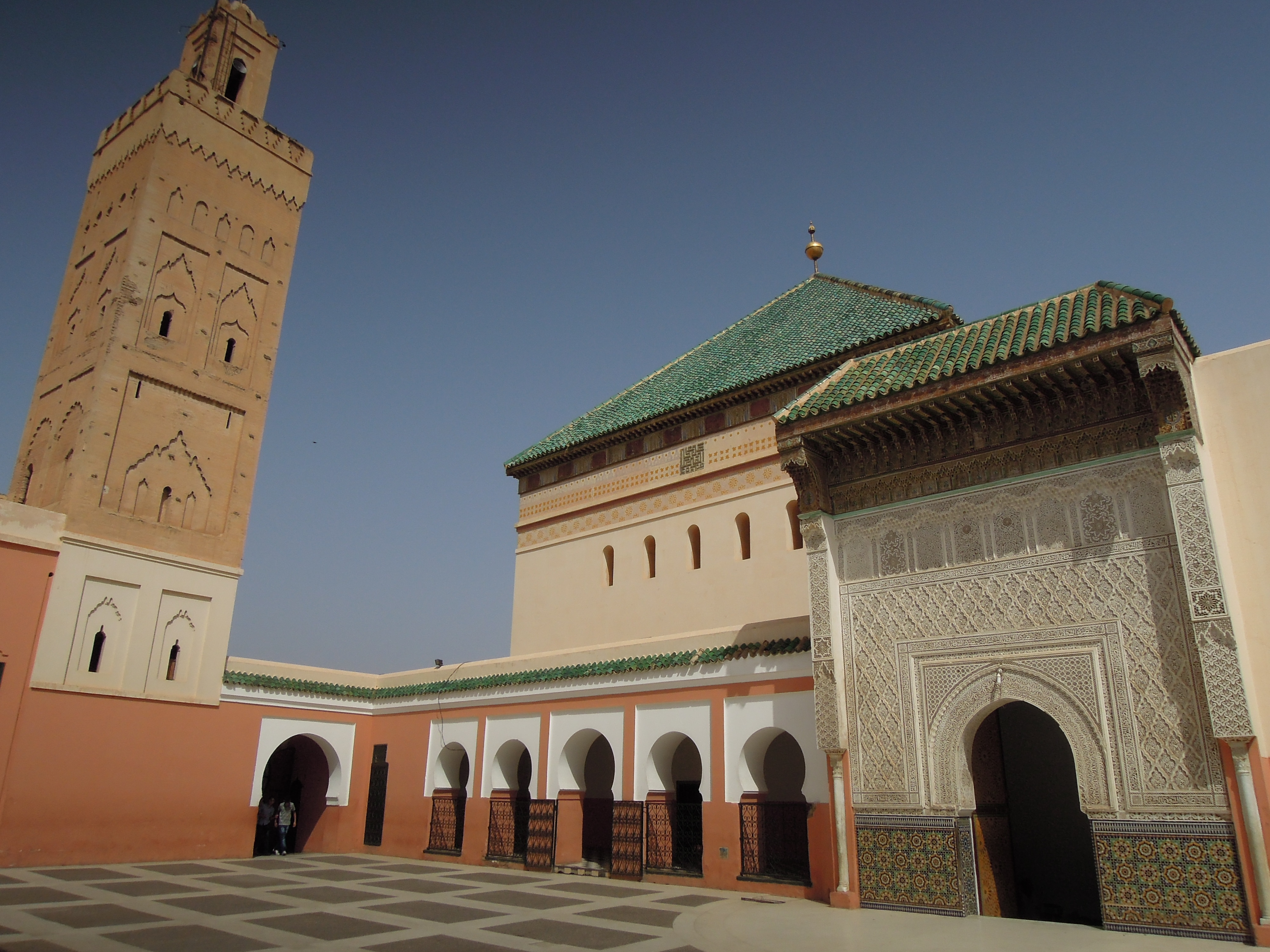
Vista exterior del Santuario de la Zauía en Marrakech, donde se encuentra la tumba de Sidi Bel Abbes.

Se conoce como siete santos de Marrakech (en idioma árabe: سبعة قديسين مراكش) a un grupo de místicos y religiosos sufíes que son venerados en el islam popular de Marruecos.
En Marruecos, al igual que todo el Magreb, un gran número de "santos musulmanes" aún mantienen un lugar especial en la vida de los marroquíes, especialmente en las ciudades imperiales como Mequinez, Fez y Marrakech. Un proverbio dice: «Si el este es la tierra de los Profetas, entonces el Magreb es la tierra de los piadosos y los santos».   
Marrakech es una ciudad mítica donde la historia camina en sus mercados y callejones, entre la población a lo largo de las cercas, mezquitas y jardines. La conciencia colectiva de los marrakechís ha estado vinculada durante mucho tiempo a los siete santos que vigilan la ciudad de Marrakech. Son más apreciados que otros santos y ulemas de la ciudad, su punto común es su sufismo y su ascetismo en todos sus aspectos.

## Los santos
Los siete santos de Marrakech están identificados con los días de la semana. Estos místicos usualmente son ordenados de la siguiente forma:
- Sidi Youssef Ben Ali (Martes): Nació en Marrakech en donde pasó toda su vida. Fue apodado el "Hombre de las cavernas". Cuando aún era joven, padecía lepra y perdía partes de su cuerpo, lo que hacía que las personas huyeran de él por miedo a contraer la enfermedad. Su familia, por otro lado, lo expulsó por miedo al virus. Luego, se fue a vivir a una cueva en un lugar desierto cerca de Marrakech. Los lugareños esperaban que muriera en cualquier momento, pero Sidi Youssef Ben Ali los sorprendió a todos y sobrevivió durante mucho tiempo. La gente comenzó a hablar sobre su poder para resistir el hambre y las enfermedades, y comenzaron a visitarlo en la cueva para recibir orientación y ayudarlos a resolver sus problemas. Sidi Youssef Ben Ali murió en 1196 y está enterrado en Bab Aghmat, cerca de la cueva.

- Cadi Ayyad (Miércoles): Nació en 1083 en Ceuta, y pertenecía al Imperio almorávide. Fue el gran imán de esa ciudad y, más tarde, un alto juez en Granada. Como descendiente de una notable familia académica, Ayyad o Iyad pudo aprender de los mejores profesores de Ceuta y se benefició de la gran cantidad de académicos en al-Ándalus, el Magreb y el mundo islámico oriental. Se convirtió en un prestigioso erudito por derecho propio y ganó el apoyo de los más altos niveles de la sociedad. Murió en 1149 y fue enterrado en Marrakech.

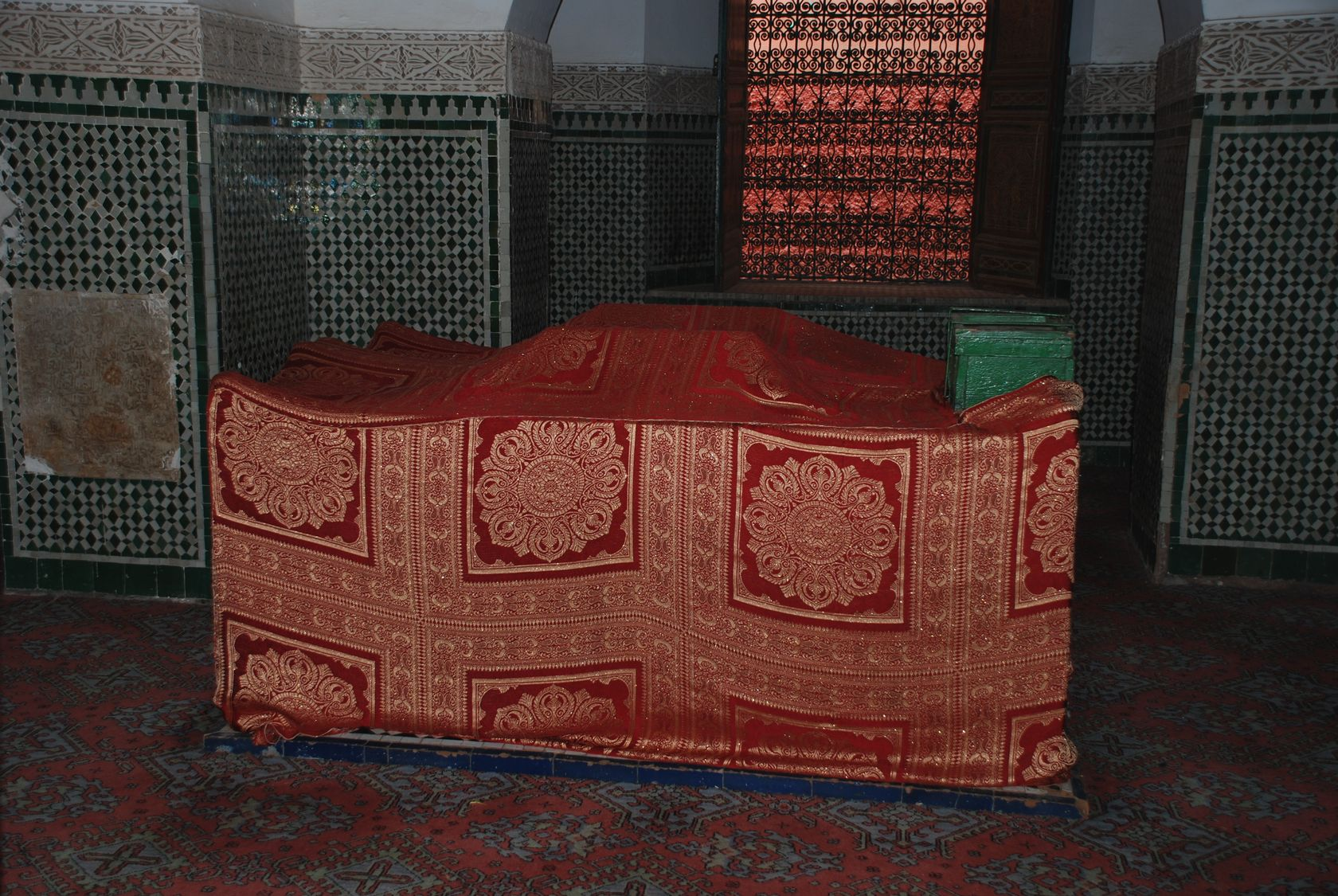
Tumba de Cadi Ayyad (Marrakech).

- Sidi Bel Abbes (Jueves): Nacido en Ceuta en 1129, es el más importante de los Siete Santos, y a veces se lo conoce como el Santo Patrón de Marrakech. Se dice que su padre murió cuando aún era un adolescente, y luego su madre lo envió a trabajar. Sin embargo, su obsesión con sus estudios lo llevó a escapar ocasionalmente de su trabajo para asistir a las clases de Sheikh Abi Abdellah Mohamed Lfakhar en la mezquita. Su madre, por otro lado, siguió castigándolo y enviándolo de regreso al trabajo, hasta que el Sheikh intervino y sugirió darle dinero a su madre para que dejara que su hijo estudiara. Sidi Bel Abbes fue un gran mecenas de los pobres y particularmente de los ciegos en el siglo XII. Incluso hoy, la comida para los pobres se distribuye regularmente en su tumba. Murió en 1204 y está enterrado en Marrakech.

- Sidi Ben Slimane Al Jazuli (Viernes): Nació en un pueblo llamado Jazoula en Sus-Masa-Draa en el siglo XV. Se desconoce el año exacto de su nacimiento. Algunos historiadores dicen que descendía de Ali Ibn Abi Tálib. El imán Al Jazuli es más recordado como un personaje de leyenda que como un ser humano real. Fue un líder sufí marroquí de la tribu bereber de Jazulah. Es conocido por compilar el Dala'il al-Khayrat, un libro de oración musulmán extremadamente popular. El libro está dividido en 7 secciones para cada día de la semana. En junio de 1465, se derrumbó y murió mientras realizaba su oración Salat. Debido a lo repentino de su muerte, se rumoreaba que fue envenenado. Su cuerpo fue enterrado cerca de Essaouira. Setenta y siete años después de su muerte, su cuerpo fue exhumado para ser trasladado a Marrakech.

- Sidi Abdel Aziz (Sábado): Fue un teólogo del siglo XV. Su mausoleo está muy cerca de la Rue Baroudiyine, a pocos pasos del Riad Cinnamon de Marrakech. Nació en Marrakech y fue analfabeto durante su juventud. Sin embargo, más tarde se hizo un nombre en Fez en el Medersat el Attarine, donde fue el sucesor espiritual del Imam Al Jazuli. Murió en 1508 y fue enterrado en Marrakech. Es una tradición local que las mujeres visiten su tumba, atraídas por la idea de que él puede curar su fertilidad y facilitar el parto.

- Sidi Abdellah El Ghazouani (Domingo): Nació y creció en Fez. Era seguidor de Sidi Abdel Aziz. Murió en 1528 en Marrakech y fue enterrado allí.

- Sidi al-Suhayli (Lunes): Nació ciego en 1114 en Fuengirola (Málaga). Creció en una familia pobre, pero religiosa y bien educada. Su padre le enseñó árabe y lo ayudó a memorizar el Corán. Posteriormente, famosos eruditos de esa época le enseñaron otras ciencias, en Málaga y otras ciudades de la actual Andalucía (la región sur de España). Murió en 1185 en Marrakech, y fue enterrado en Bab er Robb, una puerta sur de la ciudad de Marrakech, cerca de Bab Agnaou.